# Ellipes rostratus
Ellipes rostratus är en insektsart som först beskrevs av Morgan Hebard 1928.  Ellipes rostratus ingår i släktet Ellipes och familjen Tridactylidae. Inga underarter finns listade i Catalogue of Life.